# Kuressaare
För andra betydelser, se Kuressaare (olika betydelser).
Kuressaare (äldre tyska och svenska: Arensburg; ryska: Kingisepp) är en hamnstad som ligger på ön Ösel i Estland, vid Rigabukten i Östersjön. Staden hade 13 919 invånare 2011 och är både residensstad i landskapet Saaremaa (Ösel) och centralort i Ösels kommun. Staden är framförallt känd för sitt största turistmål, Kuressaare biskopsborg, en medeltidsborg som idag inrymmer länsmuseet.
Kuressaare utgjorde tidigare en egen stadskommun (estniska: linn) men ingår sedan den 21 oktober 2017 i den då nybildade Ösels kommun.

## Etymologi
Staden och borgen som den växt upp omkring heter på tyska Arensburg, ibland stavat Ahrensburg ("Örnborg"). Detta var det officiella namnet fram till 1917, då man i samband med Estlands självständighet officiellt övergick till att använda det estniska namnet Kuressaare. Kuressaare betyder ungefär "Tranö", syftande på fågeln trana; möjligen är fågelnamnet en förvanskning av den örnsymbol som traditionellt ingått i furstbiskoparnas och stadens vapen. Namnet Kuressaare är i sin tur en förkortning av Kuressaarelinn, bokstavligen "Tranöstad", medan det gamla estniska namnet Kuressaare i äldre källor syftar på hela ön. Mellan åren 1952 och 1988 hette staden Kingissepa efter den på Ösel födde estniske kommunisten Viktor Kingissepp, men återfick därefter sitt tidigare namn Kuressaare.

## Historia

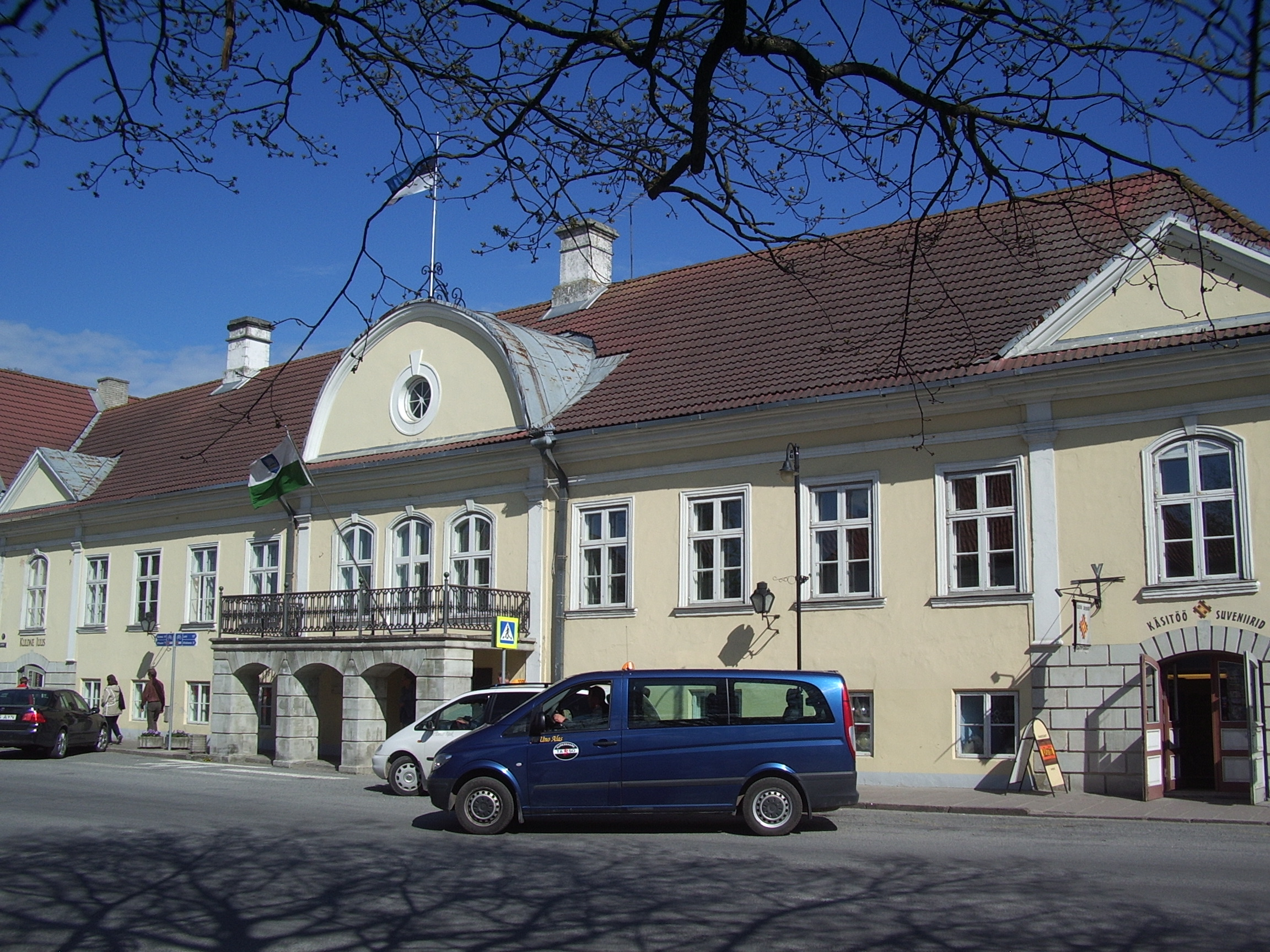
Riddarhuset i Kuressaare

Staden växte upp kring biskopsborgen, som första gången omnämns 1381 som Arensburg.  Borgen byggdes som säte för furstbiskoparna av Biskopsdömet Ösel-Wiek. År 1559 såldes Ösel och staden till Danmark.  Stadsrättigheter fick Kuressaare 1563. Staden tillföll Sverige genom freden i Brömsebro 1645. Därefter var staden en del av de svenska besittningarna i Livland, men den brändes och ockuperades av ryska trupper 1710 under Stora nordiska kriget. Staden tillföll formellt Ryssland i freden i Nystad 1721, och blev därefter del av det ryska Guvernementet Livland, som huvudort för Arensburgs krets. Under 1800-talet var orten en populär badkurort med stora trävillor och kurhotell.  Staden ockuperades av tyska trupper under både första och andra världskriget. I samband med den sovjetiska erövringen av Ösel 1944 utkämpades slaget vid Tehumardi mellan röda armén och retirerande Wehrmachttrupper i närheten av staden, och ett monument till minne av slaget restes 1967.

## Näringsliv
Skeppsvarvet Baltic Workboats etablerades i Kuressaare 1967.

## Kultur och sevärdheter

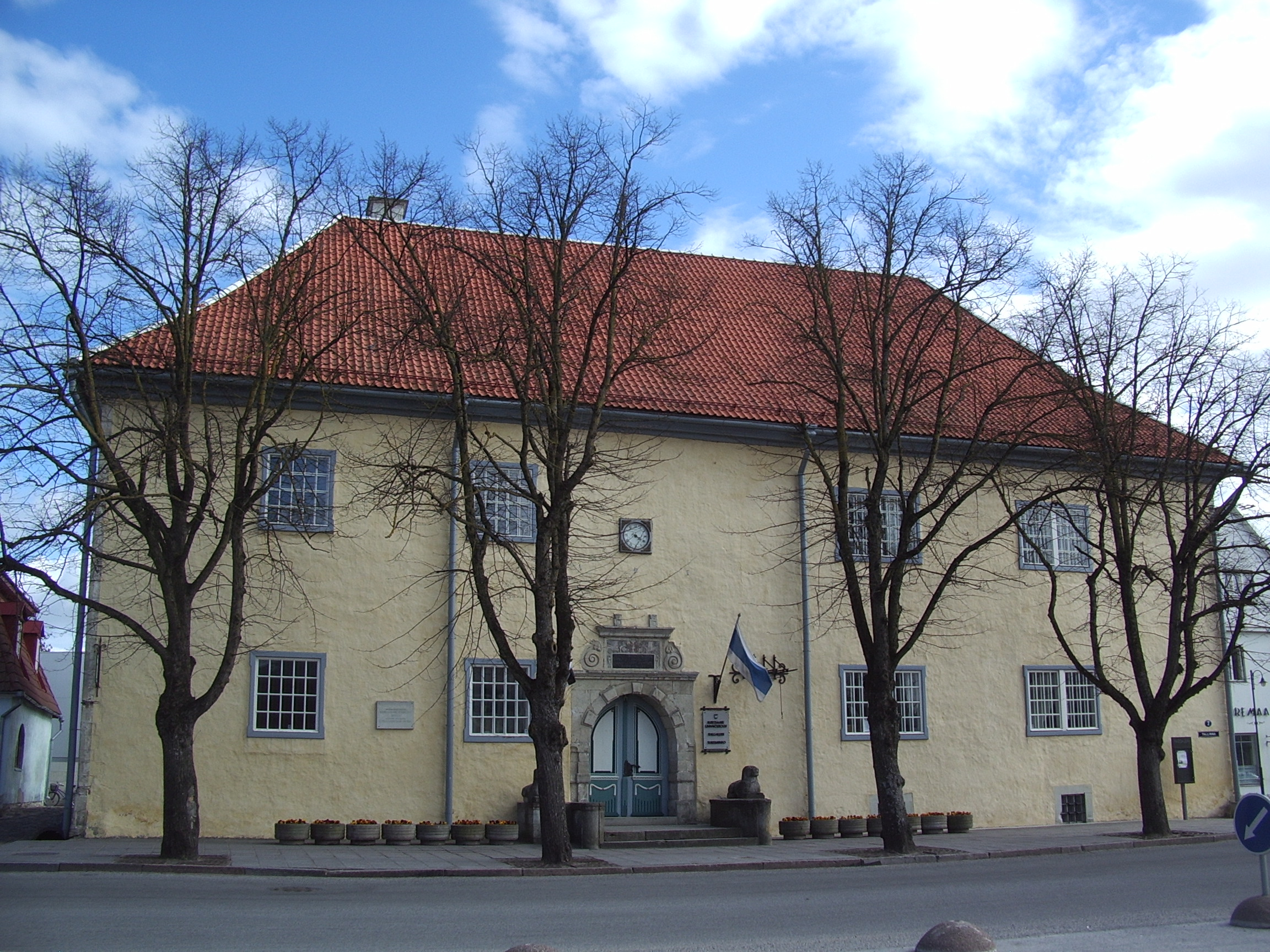
Rådhuset

- Kuressaare biskopsborg är en av de mest välbevarade medeltida borgarna i de baltiska staterna, och är idag hem för Ösels historiska museum.
- Kuressaares rådhus i barockstil från 1654 är bland annat känt för sin stora takmålning.
- Kuressaares våghus (estniska: Kuressaare vaekoda) från 1663 är ett kulturhistoriskt värdefullt, tidigare våghus vid stadens centrala torg, nära rådhuset. Det används idag för restaurangverksamhet.
- Staden har både en årlig operafestival och en kammarmusikfestival, samt även en årlig sjöfartsfestival.

### Sport
Fotbollsklubben FC Kuressaare är ortens främsta fotbollsklubb.

## Kommunikationer
Från Kuressaare flygplats avgår reguljär flygtrafik till Tallinn och Runö (Ruhnu). Stadens hamn ligger söder om centrum i stadsdelen Roomassaare.

## Kända Kuressaarebor
- Mihkel Aksalu (född 1984), fotbollsspelare.
- Eugène Dücker (1841-1916), balttysk konstnär.
- Bernd Freytag von Loringhoven (1914-2007), generallöjtnant i västtyska Bundeswehr och författare, känd som överlevande vittne från Führerbunkern i Berlin 1945.
- Louis Kahn (1901-1974), amerikansk arkitekt, född i Kuressaare.
- Ivo Linna (född 1949), sångare.
- Grete Paia (född 1995), singer-songwriter.
- Indrek Saar (född 1973), skådespelare, socialdemokratisk politiker och minister.
- Benno Schotz (1891-1984), konstnär.
- Ivar Karl Ugi (1930-2005), kemist.
- Voldemar Väli (1903-1997), estnisk-svensk brottare, OS-guldmedaljör 1928 i grekisk-romersk brottning för Estland.

## Vänorter
- Belgien: Kuurne
- Danmark: Rønne
- Finland:
  - Ekenäs
  - Mariehamn
  - Vammala
  - Åbo
- Lettland: Talsi
- Sverige: Skövde kommun